# 美玲亜紀
美玲 亜紀（みれい あき、生年非公開）とは、日本の作家である。大学卒業後、エンジニアとして働いている。

## 作品
- 恋慕情愛恋 ループする淡い恋の物語 - 2024年3月15日に文芸社から出版された。